# Лима, Юрий Степанович
Юрий Степанович Лима (итал. Giorgio Lima; ? — 1702) — русский вице-адмирал и полковник венецианского происхождения.
Принят на русскую военно-морскую службу из венецианского флота, в 1695 году получил звание вице-адмирала, в 1696 году участвовал во Втором Азовском походе, командовал галерой, тогда же перешёл в армию. Погиб в 1702 году в Сражение при Гуммельсгофе, командуя Лефортовским полком.